# 元粛
元 粛（げん しゅく、生年不詳 - 533年）は、北魏の皇族。字は敬忠。

## 経歴
元怡の長男として生まれた。員外散騎侍郎を初任とし、直寝に転じた。孝荘帝の初年、魯郡王に封じられた。散騎常侍の位を受け、後将軍・広州刺史として出向した。後に衛将軍・肆州刺史に転じた。弟の長広王元曄が爾朱世隆らにより北魏の皇帝に擁立されると、元粛はその下で侍中・太師・録尚書事となった。まもなく使持節・都督青膠光斉南青五州諸軍事・驃騎大将軍・東南道大行台・青州刺史に任じられたが、赴任しなかった。533年（永熙2年）、死去した。使持節・侍中・都督并恒二州諸軍事・驃騎大将軍・司徒公・并州刺史の位を追贈された。
子に元道与があり、魯郡王の位を嗣いだ。前将軍の位を受けた。北斉が建国されると、爵位を降格された。

## 伝記資料
- 『魏書』巻19下 列伝第7下
- 『北史』巻18 列伝第6
- 魏故使持節侍中司徒公魯郡王墓銘（元粛墓誌）